# Cantón Portoviejo
El cantón Portoviejo es la capital de la provincia de Manabí, en la República del Ecuador. Su cabecera cantonal es la ciudad de Portoviejo, lugar donde se agrupa gran parte de su población total.
Limita al norte con los cantones Rocafuerte, Sucre, Junín y Bolívar, al sur con el cantón Santa Ana, al oeste con el cantón Montecristi y el Océano Pacífico y al este con los cantones Pichincha y Santa Ana.
Sellada la independencia del dominio español, el 24 de mayo de 1822, esta tierra pasa a ser Departamento del Sur y a formar parte de la Gran Colombia, fundada por el libertador Simón Bolívar.
El 25 de junio de 1824 se creó la provincia de Manabí y con ella tres cantones manabitas: Portoviejo, Jipijapa y Montecristi. En este mismo año, por medio de la Ley de División Territorial de la República de Colombia, el Departamento se subdividía en las provincias de Guayaquil y Manabi.
Por medio de esta ley Portoviejo se fragmenta y aumenta un tercer cantón a Manabí, Jipijapa, y al designar un Gobernador frente a la administración pública, colocó a Manabí en plano de igualdad con Guayas. Se asentó la capital en la ciudad de San Gregorio de Portoviejo.

## Geografía
Los cerros de Bálsamo separan las cuencas hidrográficas de Portoviejo y Chone. Las montañas se presentan cubiertas en su mayor parte por bosque de ceibos y guayacanes. El cantón Portoviejo se caracteriza por tener un terreno relativamente accidentado. Posee pequeñas elevaciones que están a 200 y 250 metros sobre el nivel del mar, hay pequeñas cordilleras como las de Portoviejo las de Río Chico, la del calvario y las de Picoazá. Portoviejo su capital, se encuentra a 53 m s. n. m. (metros sobre el nivel del mar).

### Clima
El cantón, al igual que todo el Ecuador, tiene dos estaciones: invierno o época de lluvias, la cual comprende una temporada de enero a mayo aproximadamente; y la época de verano o época seca que va desde junio hasta diciembre.
El clima es muy variable, aunque generalmente cálido, en el transcurso del verano el clima es templado. No así en el invierno cuando el clima es muy caluroso. 
La temperatura oscila entre los 21 °C a 29 °C y en pocas ocasiones baja a menos de 20 °C o sube a más de 32 °C. Las precipitaciones anuales varían entre 500 y 1000 mm.

### Límites
| Noroeste: Jaramijó Sucre y el Océano Pacífico | Norte: Junín y Rocafuerte | Nordeste: Bolívar  |
| Oeste: Montecristi                            |                           | Este: Pichincha    |
| Suroeste: Jipijapa                            | Sur: Santa Ana            | Sureste: Santa Ana |

## Gobierno y política
Territorialmente, la ciudad de Portoviejo está organizada en nueve parroquias urbanas, mientras que existen siete parroquias rurales con las que complementa el aérea total del Cantón Portoviejo. El término "parroquia" es usado en el Ecuador para referirse a territorios dentro de la división administrativa municipal.
La ciudad y el cantón Portoviejo, al igual que las demás localidades ecuatorianas, se rigen por una municipalidad según lo previsto en la Constitución de la República. El Gobierno Autónomo Descentralizado Municipal de Portoviejo, es una entidad de gobierno seccional que administra el cantón de forma autónoma al gobierno central. La municipalidad está organizada por la separación de poderes de carácter ejecutivo representado por el alcalde, y otro de carácter legislativo conformado por los miembros del concejo cantonal.
La ciudad de Portoviejo es la capital de la provincia de Manabí, por lo cual es sede de la Gobernación y de la Prefectura de la provincia. La Gobernación está dirigida por un ciudadano con título de Gobernador de Manabí y es elegido por designación del propio Presidente de la República como representante del poder ejecutivo del estado. La Prefectura, algunas veces denominada como Gobierno Provincial, está dirigida por un ciudadano con título de Prefecto Provincial de Manabí y es elegido por sufragio directo en fórmula única junto al candidato viceprefecto. Las funciones del Gobernador son en su mayoría de carácter representativo del Presidente de la República, mientras que las funciones del Prefecto están orientadas al mantenimiento y creación de infraestructura vial, turística, educativa, entre otras.
La Municipalidad de Portoviejo, se rige principalmente sobre la base de lo estipulado en los artículos 253 y 264 de la Constitución Política de la República y en la Ley de Régimen Municipal en sus artículos 1 y 16, que establece la autonomía funcional, económica y administrativa de la Entidad.

### Alcaldía
El poder ejecutivo de la ciudad es desempeñado por un ciudadano con título de Alcalde del Cantón Portoviejo, el cual es elegido por sufragio directo en una sola vuelta electoral sin fórmulas o binomios en las elecciones municipales. El vicealcalde no es elegido de la misma manera, ya que una vez instalado el Concejo Cantonal se elegirá entre los ediles un encargado para aquel cargo. El alcalde y el vicealcalde duran cuatro años en sus funciones, y en el caso del alcalde, tiene la opción de reelección inmediata o sucesiva. El alcalde es el máximo representante de la municipalidad y tiene voto dirimente en el concejo cantonal, mientras que el vicealcalde realiza las funciones del alcalde de modo suplente mientras no pueda ejercer sus funciones el alcalde titular.
El alcalde cuenta con su propio gabinete de administración municipal mediante múltiples direcciones de nivel de asesoría, de apoyo y operativo. Los encargados de aquellas direcciones municipales son designados por el propio alcalde. Actualmente el Alcalde de Portoviejo es Javier Pincay, elegido para el periodo 2023 - 2026

### Concejo cantonal
El poder legislativo de la ciudad es ejercido por el Concejo Cantonal de Portoviejo el cual es un pequeño parlamento unicameral que se constituye al igual que en los demás cantones mediante la disposición del artículo 253 de la Constitución Política Nacional. De acuerdo a lo establecido en la ley, la cantidad de miembros del concejo representa proporcionalmente a la población del cantón.
Portoviejo posee 13 concejales, los cuales son elegidos mediante sufragio (Sistema D'Hondt) y duran en sus funciones cuatro años pudiendo ser reelegidos indefinidamente. De los trece ediles, 9 representan a la población urbana mientras que 2 representan a las 7 parroquias rurales. El alcalde y el vicealcalde presiden el concejo en sus sesiones. Al recién instalarse el concejo cantonal por primera vez los miembros eligen de entre ellos un designado para el cargo de vicealcalde de la ciudad.

### Organización territorial
La ciudad y el cantón Portoviejo, al igual que las demás localidades ecuatorianas, se rige por una municipalidad según lo estipulado en la Constitución Política Nacional. La Municipalidad de Portoviejo es una entidad de gobierno seccional que administra el cantón de forma autónoma al gobierno central. La municipalidad está organizada por la separación de poderes de carácter ejecutivo representado por el alcalde, y otro de carácter legislativo conformado por los miembros del concejo cantonal. El Alcalde es la máxima autoridad administrativa y política del Cantón Portoviejo. Es la cabeza del cabildo y representante del Municipio.
El cantón se divide en parroquias que pueden ser urbanas o rurales y son representadas por las Juntas Parroquiales ante el Municipio de Portoviejo. 

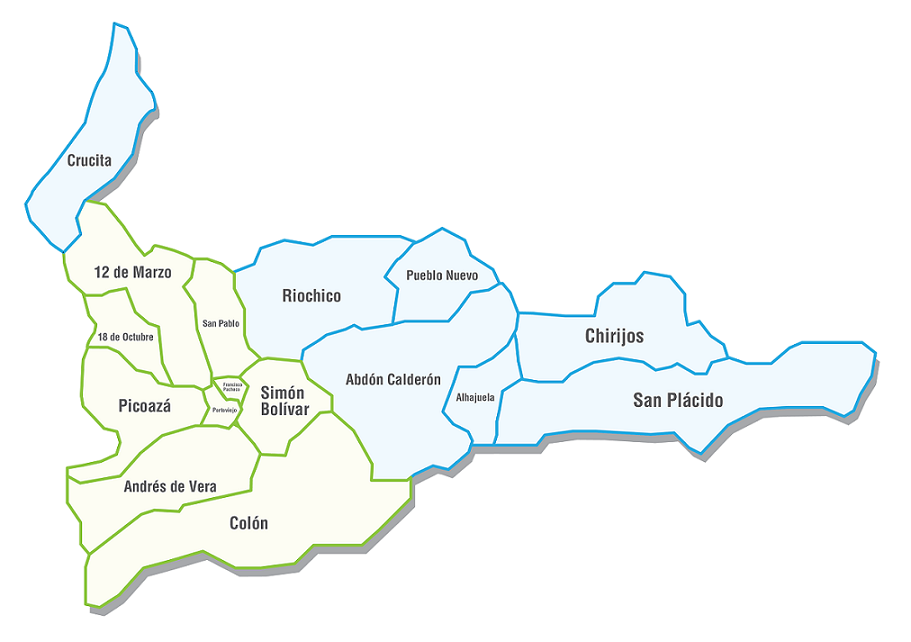
Mapa político del cantón Portoviejo

#### Parroquias Urbanas
- 12 de marzo
- 18 de octubre
- Andrés de Vera
- Colón
- Francisco Pacheco
- San Pablo Vera Montesdeoca
- Simón Bolívar
- Picoazá
- Portoviejo

#### Parroquias Rurales
- Abdón Calderón (San Francisco de Asís)
- Alhajuela (Bajo Grande)
- Chirijos
- Crucita
- Pueblo Nuevo
- San Plácido
- Riochico (primera parroquia del cantón)

## Demografía
| #            | Nombre de la Parroquia | Área    | Área   | Área    |
| ------------ | ---------------------- | ------- | ------ | ------- |
| #            | Nombre de la Parroquia | Urbano  | Rural  | Total   |
| 1            | Portoviejo             | 223.086 |        | 223.086 |
| 2            | Calderón               | -       | 14.164 | 14.164  |
| 3            | Alhajuela              | -       | 3.754  | 3.754   |
| 4            | Crucita                | -       | 14.050 | 14.050  |
| 5            | Pueblo Nuevo           | -       | 3.169  | 3.169   |
| 6            | Riochico               | -       | 11.757 | 11.757  |
| 7            | San Plácido            | -       | 7.687  | 7.687   |
| 8            | Chirijos               | -       | 2.362  | 2.362   |
| Total Cantón | Total Cantón           | 223.086 | 73.347 | 280.029 |